# Howdenia neblinensis
Howdenia neblinensis är en skalbaggsart som beskrevs av Wittmer 1988. Howdenia neblinensis ingår i släktet Howdenia och familjen Phengodidae. Inga underarter finns listade i Catalogue of Life.